# Juan Bautista Nicolás Medina
El general Juan Bautista Nicolás Medina fue un militar mexicano que participó en la Revolución mexicana. Nació en Chihuahua, en 1883. Fue un militar de carrera.

### Maderismo
En 1899, era subteniente de caballería federal, pero en 1911 se unió a la Revolución mexicana, incorporándose a las fuerzas de Francisco Villa en Chihuahua. 

### Villismo
Al constituirse la División del Norte, en octubre de 1913, fue nombrado jefe de Estado Mayor. Participó en los combates de Chihuahua, Ciudad Juárez y Tierra Blanca, a finales del mismo año. Ante una orden de licenciarlo de las fuerzas villistas se refugió en El Paso, Texas. En junio de 1914 se reincorporó a la Revolución mexicana, nuevamente con Francisco Villa, quién lo nombró presidente municipal de Ciudad Juárez. A mediados de 1915 el gobernador y general Fidel Ávila lo envió a Aguascalientes, en calidad de prisionero, bajo la acusación de haber concedido la libertad a Silvino Montemayor; aclarada la situación fue levantada la acusación. Francisco Villa lo ascendió a general y lo nombró comandante militar de la región de Torreón, Coahuila, que tiempo después tuvo que abandonar por las derrotas sufridas ante las fuerzas carrancistas. Se refugió en Estados Unidos en 1919, y se ignora su fecha de regreso, aunque hacia 1922 reingresó al Ejército Mexicano, dándose de baja en 1925 con el grado de Coronel pues no le fue reconocido su grado por su calidad de villista. Falleció en 1941.